# گژماو شچپانکووسکیه
گژماو شچپانکووسکیه (به لهستانی:  Grzymały Szczepankowskie) یک روستا در لهستان است که در گمینا وومژا واقع شده‌است.